# Reprezentacja Czarnogóry w koszykówce kobiet
Reprezentacja Czarnogóry w koszykówce kobiet - drużyna, która reprezentuje Czarnogórę w koszykówce kobiet. Za jej funkcjonowanie odpowiedzialny jest Czarnogórski Związek Koszykówki. Pierwszy raz w Mistrzostwach Europy weźmie udział w 2011.

## Udział w imprezach międzynarodowych
- Mistrzostwa Europy
  - 2011 - zakwalifikowały się